# Andersnuten
Der Andersnuten (englisch Anders Peak) ist ein 2135 m hoher Berg im ostantarktischen Königin-Maud-Land. Er ragt in der Holtedahlfjella 1,5 km südlich der Felsformation Gruvletindane auf.
Norwegische Kartografen kartierten den Berg anhand von Luftaufnahmen und Vermessungen der Dritten Norwegischen Antarktisexpedition (1956–1960). Namensgeber ist Anders Vinten-Johansen, medizinischer Offizier der Forschungsreise. In Russland ist der Berg auch unter dem Namen Girewspitze (russisch Пік Гирев Pik Girew) bekannt. Namensgeber hier ist Dmitri Girew (1889–1932), Hundeführer bei der britischen Terra-Nova-Expedition (1910–1913).